# دسقارية
الدِسْقَارِيَة (الاسم العلمي: Discaria)، جنس نباتات مُزهرة من فصيلة النبقية. أنواعه نحو 12، أعطانها الأصلية المناطق المعتدلة في نصف الكرة الجنوبي، في أستراليا ونيوزيلندا وأمريكا الجنوبية.